# ماركيز جونسون (لاعب كرة قدم أمريكية)
ماركيز جونسون (بالإنجليزية: Marquis Johnson)‏ هو لاعب كرة قدم أمريكية أمريكي، ولد في 18 مايو 1988 في أورلاندو في الولايات المتحدة.

## وصلات خارجية
- ماركيز جونسون على موقع مرجع كرة القدم المحترفة.كوم (الإنجليزية)